# Гибсон, Сьюзи
Сьюзи Гибсон (англ. Susie Gibson; 31 октября 1890 — 16 февраля 2006) — американская долгожительница. На момент смерти она была третьим старейшим живущим человеком в мире и вторым в США. По состоянию на август 2018 года входит в топ-40 старейших полностью верифицированных людей в истории.

## Биография
Сьюзи родилась 31 октября 1890 года в Коринте, округ Олкорн, Миссисипи, США в семье Джозефа и Мэри Эллен Линч Поттс. Она была третьей по возрасту среди четырех детей в семье. Её мать, Мэри Эллен Линч Поттс (1860—1963) дожила до 102-х лет.
Сьюзи училась в школе секретарей. В 1915 году она вышла замуж за фармацевта Джеймса В. Гибсона и они поселились в Шеффилде, что на северо-западе Алабамы. У пары родился один ребенок — сын Джеймс-младший. Сьюзи была активисткой в женских группах, увлекалась садоводством, игрой в бридж и рыбалкой. Гибсон уверяла, что делает каждый день только то, что ей нравится, как ей советовала бабушка.
Её муж умер в 1955 году, а её единственный сын 30 января 1987 года в возрасте 65 лет. Он тоже был фармацевтом. В то время Сьюзи было 96 лет.
Гибсон была активной в течение большей части своей жизни. Она жила в своем собственном доме с невесткой и внуками, пока ей не исполнилось 104 года. Даже живя в доме для престарелых она регулярно ела в местном ресторане. В 2005 году её показали в рекламе слухового аппарата, где было сказано: «Никогда не поздно слышать лучше». Сьюзи считала, что её долголетие это результат употребления маринованных огурцов и уксуса, а также избегание врачей, и умение делать то, что тебе нравится.
Сьюзи Гибсон умерла от сердечной недостаточности 16 февраля 2006 года в возрасте 115 лет и 108 дней.